# أنا ملالا
« أنا ملالا: ناضلتُ دفاعاً عن حق التعليم وحاول الطالبان قتلي » (بالإنجليزية: I Am Malala: The Story of the Girl Who Stood Up for Education and was Shot by the Taliban)‏ هو كتاب سيرته الذاتية بقلم ملالا يوسفزي، بالاشتراك مع كريستينا لامب. تم نشره في 8 أكتوبر 2013، من قبل Weidenfeld & Nicolson في المملكة المتحدة و Little، Brown and Company في الولايات المتحدة. يتناول الكتاب تفاصيل حياة يوسافزاي المبكرة وملكية والدها للمدارس ونشاطها، وصعود وسقوط حركة طالبان باكستان في وادي سوات ومحاولة الاغتيال التي تمت ضد يوسافزاي، عندما كانت تبلغ من العمر 15 عامًا، في أعقاب نشاطها من أجل تعليم الإناث. لقد حظيت باستقبال نقدي إيجابي وحصلت على جوائز، على الرغم من أنه تم حظره في العديد من المدارس في باكستان.

## ملخص

### الجزء الأول
```
يغطي حياة ملالا يوسفزاي «قبل طالبان». تصف منزل طفولتها في وادي سوات. سميت ملالاي في ملالند، عاشت يوسف مع والدها ضياء الدين ووالدتها تور بيكاي واثنين من الأخوين الأصغر خوشال وأتال. كان والد ضياء الدين روح الأمين إمامًا ومعلمًا. درس ضياء الدين درجة الماجستير في اللغة الإنجليزية في كلية جهانزيب. افتتح مدرسة خوشال مع شريك نعيم، الذي غادر في وقت لاحق بسبب الصعوبات المالية. وجد ضياء الدين شريكًا جديدًا هداية الله، الذي بدأت معه المدرسة ببطء في جني الأرباح. عندما بدأ ضياء الدين في فتح المزيد من المدارس، كان تور بيكاي يجلب الأطفال المحتاجين للعيش معهم وسيوفر ضياء الدين أماكن مجانية في مدارسه للأطفال الفقراء. يوسافزاي يصف الأنظمة السياسية المتغيرة في باكستان، أول غارات 
للطائرات بدون طيار
 في باكستان في عام 2004 بعد 
هجمات 11 سبتمبر
، وزلزال 
كشمير
 عام 2005.
```

### الجزء الثاني
```
، «وادي الموت»، يشرح تفاصيل ظهور 
حركة طالبان
 في سوات. في عام 2006، بدأ فضل الله إذاعة «إذاعة الملا» الشعبية التي أعطت في البداية المشورة بشأن مسائل مثل 
الوضوء
 والامتناع عن ممارسة الجنس، ولكنها تقدمت في إدانة الموسيقى والرقص، وتعليمات حول بقاء النساء في المنزل. يصف الكتاب أيضًا الحرب المستمرة في شمال غرب باكستان، وعودة 
بناظير بوتو
 في باكستان والتي بلغت ذروتها في اغتيالها. بدأت طالبان في ارتكاب جرائم قتل أخرى مثل جريمة قتل شبانة، وواصل ضياء الدين يوسفزاي نشاطه الصريح. أثناء معركة سوات الأولى، بدأت Malala في كتابة مدونة BBC الأردية تحت اسم مستعار "Gul Mukai". تم إغلاق مدرستها إثر مرسوم من طالبان في عام 2009، وأُجبرت أسرتها على الانتقال إلى شانغلا لمدة ثلاثة أشهر.
```

### الجزء الثالث
```
بعنوان «ثلاث رصاصات، ثلاث فتيات». بحلول أغسطس 2009، حارب الجيش طالبان في سوات، وعادت عائلة يوسافزاي. إعادة فتح مدرسة ملالا، وهي تزور 
إسلام آباد
 مع أصدقاء المدرسة، وتجتمع مع اللواء أطهر عباس وإلقاء خطاب علني. تتحدث يوسف مع والدها في العديد من المقابلات، تنتقد فيها طالبان وعدم فعالية الجيش. 
فيضانات باكستان 2010
 دمرت وادي سوات، ودمرت المباني وترك الكثير من دون طعام، والمياه النظيفة والكهرباء. في بقية أنحاء البلاد، قام عميل الـ 
وكالة المخابرات المركزية
 ريموند ديفيز بقتل رجلين والأمريكيين يقتلون 
بن لادن
، مما أدى إلى عدم ثقة واسع النطاق في النفوذ الأمريكي في باكستان من قبل الجمهور. في أواخر عام 2011، بدأت يوسفزي في الحصول على جوائز لنشاطها. تسافر إلى 
كراتشي
 للتحدث إلى جيو تي في، وتزور ضريح 
محمد علي جناح
. يوسفزاي تتلقى تهديدات بالقتل، الأمر الذي يقلق والديها. في أعقاب إطلاق النار على زاهد خان في أغسطس 2012، توقع ضياء الدين أن يتم استهدافه بعد ذلك. مالالا يبدأ أيضا الخوف من هجوم عليها. تنقح بجد لامتحاناتها، وتستيقظ في وقت متأخر من الليل. بعد بحثها في الدراسات الباكستانية في 9 أكتوبر، أوقف رجلان حافتها واتجهوا إليها. أحدهم يصرخ «من هي مالالا؟» ويطلق النار عليها ثلاث رصاصات.
```

### الجزء الرابع
```
يدعى «بين الحياة والموت». سارت رصاصة واحدة من عين يسافزاي اليسرى إلى كتفها، وأصيب صديقتها شازيا وقينات بجروح غير قاتلة. ألقى والد يوسافزاي كلمة أمام جمعية المدارس الخاصة قبل أن يهرع إلى المستشفى، بينما كانت والدة يوسافزاي تتعلم القراءة وهرعت إلى المنزل للصلاة. تم نقل مالالا على متن مروحية إلى المستشفى العسكري المشترك في بيشاور، ثم نُقل جواً إلى 
مستشفى عسكري
 في روالبندي. نُقلت يوسفزاي في 15 أكتوبر إلى مستشفى الملكة إليزابيث في 
برمنغهام
، على متن طائرة تابعة لدولة 
الإمارات العربية المتحدة
، لكن والدها رفض المجيء لأن بقية أفراد الأسرة لم يتمكنوا من السفر بدون جوازات سفر.
```

### الجزء الخامس
```
يسمى «الحياة الثانية». استيقظت يوسافزاي في برمنغهام في 16 أكتوبر، وقضت الأيام التالية مهووسة بموقع والدها، وعدم قدرتها على تحمل تكاليف العلاج الطبي، على الرغم من أن الحكومة الباكستانية كانت تغطي التكاليف. تلقت يوسافزاي 8000 بطاقة والعديد من الهدايا، وعائلتها وصلت في 25 أكتوبر. خضعت لعملية جراحية في 11 نوفمبر لإصلاح العصب الوجهي لها؛ في يناير 2013، خرجت من المستشفى، وفي فبراير / شباط، أجريت لها عملية جراحية للحصول على زراعة قوقعة الأذن. تعيش يوسفزاي في برمنغهام، رغم أنها تفتقد سوات، وتخطط لمواصلة نشاطها حتى لا تُعرف باسم «الفتاة التي أطلقت النار عليها طالبان» ولكن «الفتاة التي قاتلت من أجل التعليم».
```

## استقبال
وفقا للناشرين الأسبوعية، في عام 2017، باع الكتاب ما يقرب من مليوني نسخة، وكان هناك 750,000 نسخة من طبعة الأطفال في الطباعة. [1] في مارس 2018، أفادت The Bookseller أن 328000 نسخة من الكتاب قد بيعت في المملكة المتحدة، وحصلت على أكثر من 2.47 مليون جنيه إسترليني. [2]

### الجوائز
- 2013 Specsavers جوائز الكتاب الوطني، كتاب شعبي غير روائي للعام [3]
- جوائز اختيار Goodreads لعام 2013، أفضل مذكرات وسيرة ذاتية [4]
- جوائز الكتاب السياسي لعام 2014، النهائي، الكتاب السياسي للعام [5]